# Isabella de' Medici
Isabella Romola de' Medici (31 august 1542 – 16 iulie 1576) a fost fiica lui Cosimo I de' Medici, Mare Duce de Toscana și a Eleonorei de Toledo. A primit o educație umanistă alături de frații ei, la Palazzo Vecchio apoi la villa Castello. Pentru a asigura o relație puternică cu familia Orsini, tatăl Isabellei a aranjat nunta fiicei sale cu Paolo Giordano I Orsini, când Isabella avea 16 ani.

## Primii ani
Isabella s-a născut în Florența și a trăit alături de frații ei în Palazzo Vecchio, iar mai târziu în Palatul Pitti. Copiii au fost educați acasă de către profesori. De la o vârstă fragedă, Isabella a arătat un mare talent pentru muzică iar mai târziu a folosit-o ca mijloc de auto-exprimare, potrivit biografului Caroline Murphy. Ea a avut un caracter plin de viață și impulsiv.

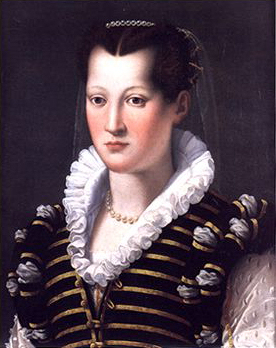
Isabella de' Medici la 20 de ani de Alessandro Allori, Uffizi, Florența

## Căsătoria și copiii
În 1553, la vârsta de 11 ani, Isabella a fost logodită cu Paolo Giordano Orsini, moștenitorul Ducatului de Bracciano, în sudul Toscanei. Tatăl ei consideră această legătură necesară pentru a asigura granița de sud a Toscanei și o relație cu puternica familie Orsini. Cei doi s-au căsătorit în anul 1558, într-o ceremonie semi-privată, la Villa de Castello. Paolo a părăsit Florența a doua zi. Preocupat de obiceiul cumnatului său de a cheltui mulți bani, Cosimo a decis să o țină lângă el pe Isabella, împreună cu zestrea ei de 50.000 de florentini, oferindu-i fetei o libertate mare și control asupra propriilor ei afaceri, lucru neobișnuit pentru femeile din acea vreme.
După moartea mamei sale, ea a acționat în calitate de prima doamnă a Florenței, arătând abilitatea sa pentru politică. Ea a suferit mai multe pierderi de sarcină și nu a putut face nici un copil până la vârsta de 20 de ani. 
În 1571, s-a născut prima ei fiică, Francesca Eleonora (cunoscută sub numele de Nora) care avea să se căsătorească cu verișorul ei, Alessandro Sforza. În 1572 s-a născut fiul ei, Virginio care avea să moștenească ducatul Bracciano. 
Spiritul liber al Isabellei a atras multe zvonuri asupra sa, cu privire la relația ei cu Troilo Orsini, vărul lui Paolo Giordano, care fusese lăsat în Florența pentru a avea grijă de ea, cât timp Paolo se ocupa de serviciile militare.

## Decesul
La data de 16 iulie 1576, Isabella a murit subit la Villa Medici, în Cerreto Guidi. Potrivit fratelui său, Francesco de' Medici, moartea fetei a avut loc în timp ce își spăla părul de dimineață. A fost găsită de Paolo Giordano. Cu toate acestea, versiunea oficială a evenimentelor nu a fost crezută, astfel ambasadorul Ferrarez, Ercole Cortile, a obținut informații că Isabella a fost  strangulată în mijlocul zilei de soțul ei, în prezența mai multor servitori. Moartea subită a Isabellei era a doua de acest fel în familia Medici, după ce verișoara ei, Leonora, a murit într-un accident similar în urmă cu cinci zile. Cei mai mulți istorici sunt de părere că Paolo a ucis-o pe Isabella, după ce a descoperit infidelitatea sa cu Troilo, sau că acesta a acționat la ordinele lui Francesco de' Medici.
1. ↑  Autoritatea BnF, accesat în 10 octombrie 2015